# زوج دوست‌داشتنی
زوج دوست‌داشتنی (به سوئدی: Älskande par) یک فیلم در سبک درام به کارگردانی مای زترلینگ است که در سال ۱۹۶۴ منتشر شد.

## بازیگران
- هاریت آندرشون
- گونل لیندبلوم
- آنیتا بیورک
- گونار بیورنستراند
- ایوا دالبک
- یان مالمخو
- مارتا دوروف
- توئیوو پاولو
- هاینس هوپف